# Aingeray

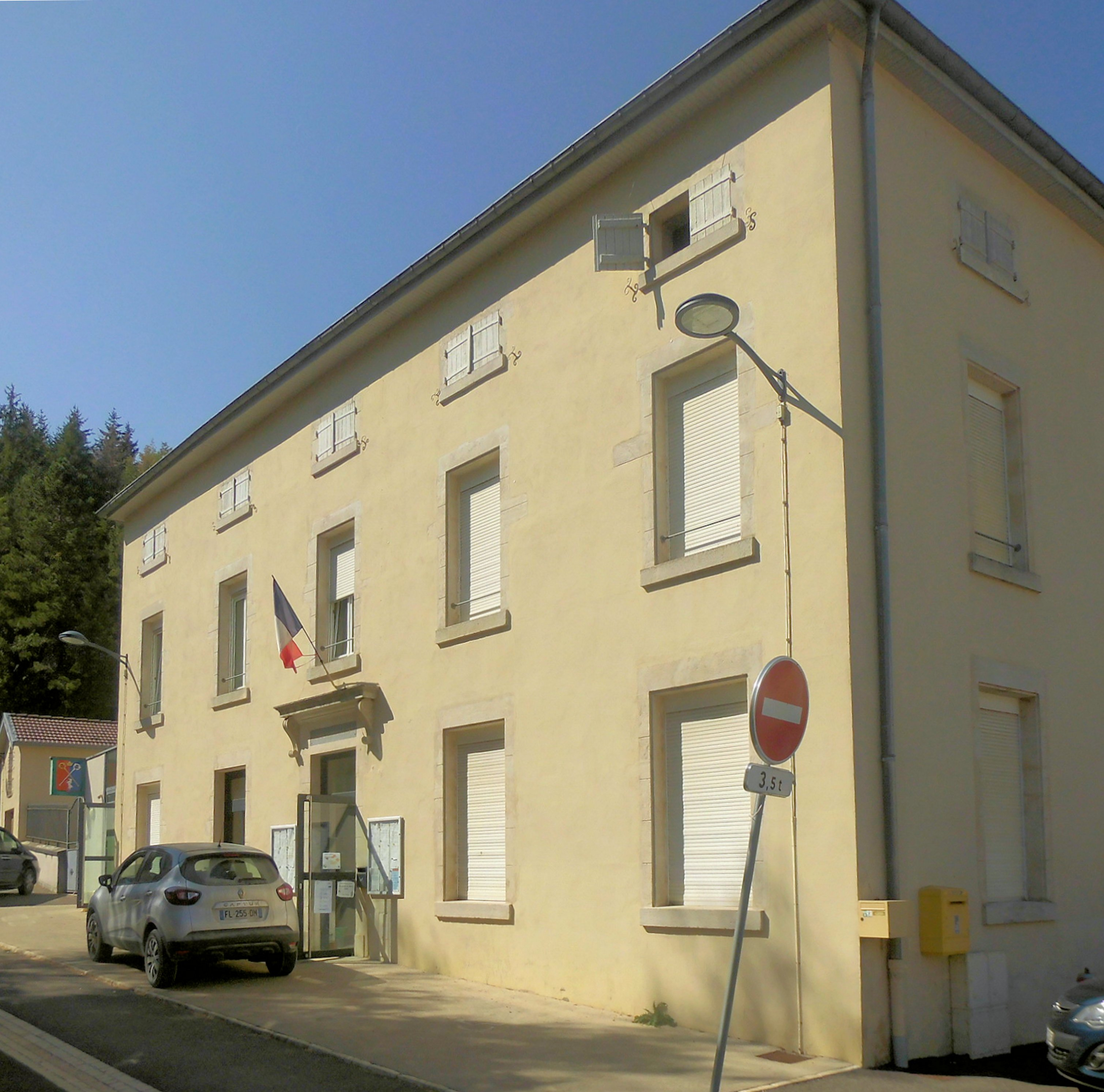
Stadhuis van Aingeray

Aingeray is een gemeente in het Franse departement Meurthe-et-Moselle (regio Grand Est) en telt 607 inwoners (2004).
De gemeente maakt deel uit van het arrondissement Toul en sinds 22 maart 2015 van het op die dag opgerichte kanton Nord-Toulois. Daarvoor hoorde het bij het kanton Toul-Nord, dat toen opgeheven werd.

## Geografie
De oppervlakte van Aingeray bedraagt 12,7 km², de bevolkingsdichtheid is 47,8 inwoners per km².
De onderstaande kaart toont de ligging van Aingeray met de belangrijkste infrastructuur en aangrenzende gemeenten.

## Demografie
Onderstaande figuur toont het verloop van het inwonertal (bron: INSEE-tellingen).